# Verein für Bewegungsspiele Stuttgart 1893 1994-1995
Questa voce raccoglie le informazioni riguardanti il Verein für Bewegungsspiele Stuttgart 1893 nelle competizioni ufficiali della stagione 1994-1995.

## Stagione
Nella stagione 1994-1995 lo Stoccarda, allenato da Jürgen Röber e Jürgen Sundermann, concluse il campionato di Bundesliga al 12º posto. In Coppa di Germania lo Stoccarda fu eliminato agli ottavi di finale dal Bayern Monaco II.

## Rosa
| N. |                     | Ruolo | Calciatore        |
| -- | ------------------- | ----- | ----------------- |
| 4  | Germania (bandiera) | D     | Thomas Berthold   |
| 6  | Germania (bandiera) | D     | Franco Foda       |
| 7  | Germania (bandiera) | C     | Andreas Buck      |
| 8  | Brasile (bandiera)  | C     | Dunga             |
| 9  | Brasile (bandiera)  | A     | Giovane Élber     |
| 11 | Germania (bandiera) | A     | Fredi Bobic       |
| 12 | Germania (bandiera) | A     | Axel Kruse        |
| 13 | Germania (bandiera) | D     | Günther Schäfer   |
| 14 | Germania (bandiera) | D     | Thomas Schneider  |
| 19 | Germania (bandiera) | C     | Michael Bochtler  |
| 20 | Islanda (bandiera)  | A     | Helgi Sigurðsson  |
| 21 | Germania (bandiera) | A     | Sascha Maier      |
| 22 | Germania (bandiera) | P     | Eberhard Trautner |
| 23 | Germania (bandiera) | A     | Marcus Ziegler    |

| N. |                         | Ruolo | Calciatore            |
| -- | ----------------------- | ----- | --------------------- |
| 25 | Serbia (bandiera)       | D     | Slobodan Dubajić      |
| 26 | Germania (bandiera)     | P     | Marc Ziegler          |
| 31 | Germania (bandiera)     | C     | Ludwig Kögl           |
|    | Germania (bandiera)     | P     | Eike Immel            |
|    | Ghana (bandiera)        | D     | Joseph Addo           |
|    | Germania (bandiera)     | D     | Jochen Endreß         |
|    | Germania (bandiera)     | D     | Frank Posch           |
|    | Germania (bandiera)     | D     | Mario Wildmann        |
|    | Croazia (bandiera)      | C     | Ante Čović            |
|    | Germania (bandiera)     | C     | Marc Kienle           |
|    | RD del Congo (bandiera) | C     | Michél Mazingu-Dinzey |
|    | Germania (bandiera)     | C     | Gerhard Poschner      |
|    | Germania (bandiera)     | C     | Thomas Strunz         |

## Organigramma societario
Area tecnica
- Allenatore: Jürgen Sundermann
- Allenatore in seconda:
- Preparatore dei portieri: Jochen Rücker
- Preparatori atletici: Gerhard Wörn

## Calciomercato

### Sessione estiva
| Acquisti | Acquisti         | Acquisti             | Acquisti |
| R.       | Nome             | da                   | Modalità |
| -------- | ---------------- | -------------------- | -------- |
| D        | Joseph Addo      | Stoccarda II         |          |
| A        | Fredi Bobic      | Kickers Stoccarda    |          |
| C        | Ante Čović       | Hajduk Spalato       |          |
| D        | Franco Foda      | Bayer Leverkusen     |          |
| A        | Giovane Élber    | Grasshoppers         |          |
| A        | Axel Kruse       | Basilea              |          |
| C        | Gerhard Poschner | Borussia Dortmund    |          |
| D        | Mario Wildmann   | Stoccarda (juniores) |          |

| Cessioni | Cessioni            | Cessioni          | Cessioni |
| R.       | Nome                | a                 | Modalità |
| -------- | ------------------- | ----------------- | -------- |
| D        | Guido Buchwald      | Urawa Reds        |          |
| P        | Harald Ebertz       | Norimberga        |          |
| D        | Michael Frontzeck   | Bochum            |          |
| A        | Adrian Knup         | Karlsruhe         |          |
| C        | Oliver Otto         | Ulma              |          |
| D        | Uwe Schneider       | Bochum            |          |
| D        | Alexander Strehmel  | Wattenscheid 09   |          |
| D        | Eyjólfur Sverrisson | Beşiktaş          |          |
| A        | Fritz Walter        | Arminia Bielefeld |          |

### Sessione invernale
| Acquisti | Acquisti         | Acquisti       | Acquisti |
| R.       | Nome             | da             | Modalità |
| -------- | ---------------- | -------------- | -------- |
| A        | Helgi Sigurðsson | Fram Reykjavík |          |

| Cessioni | Cessioni | Cessioni | Cessioni |
| R.       | Nome     | a        | Modalità |
| -------- | -------- | -------- | -------- |

## Risultati

### Bundesliga

#### Girone di andata
| Arbitro: | Berg |

|                     |           |                  |
| Élber 50’ Bobic 90’ | Marcatori | 72’ (rig.) Spörl |

| Arbitro: | Jansen |

|  |           |                     |
|  | Marcatori | 50’ Élber 68’ Bobic |

| Arbitro: | Malbranc |

|                           |           |                   |
| Kögl 24’ (rig.) Bobic 37’ | Marcatori | 18’, 90’ Labbadia |

| Arbitro: | Aust |

|                           |           |                      |
| Sforza 5’, 75’ Kadlec 35’ | Marcatori | 40’ Strunz 77’ Bobic |

| Arbitro: | Heynemann |

|                                              |           |              |
| Bobic 18’ Dickhaut 25’ (aut.) Čović 82’, 87’ | Marcatori | 40’ Dickhaut |

| Arbitro: | Ziller |

|                                              |           |  |
| Möller 4’, 51’ Chapuisat 11’, 14’ Riedle 78’ | Marcatori |  |

| Arbitro: | Berg |

|                                         |           |           |
| Schäfer 18’ (aut.) Hapal 76’ Sérgio 81’ | Marcatori | 57’ Kruse |

| Arbitro: | Fleske |

|                                |           |            |
| Kögl 30’, 72’ (rig.) Kruse 54’ | Marcatori | 81’ Laeßig |

| Arbitro: | Habermann |

|           |           |           |
| Linke 29’ | Marcatori | 17’ Kruse |

| Arbitro: | Werthmann |

|                                              |           |  |
| Kruse 5’ Bobic 43’ Kögl 54’ (rig.) Dunga 81’ | Marcatori |  |

| Arbitro: | Dardenne |

|                          |           |                         |
| Zickler 64’ Matthäus 82’ | Marcatori | 16’ Poschner 57’ Kienle |

| Arbitro: | Krug |

|                                                 |           |                     |
| Buck 35’ Kruse 61’ Kögl 81’ (rig.) Poschner 85’ | Marcatori | 42’ Fuchs 60’ Spies |

| Arbitro: | Aust |

|                                               |           |  |
| Besčastnych 29’ Basler 45’ Eilts 63’ Bode 76’ | Marcatori |  |

| Arbitro: | Wiesel |

|                     |           |                           |
| Dunga 20’ Kruse 50’ | Marcatori | 44’ Wegmann 89’ Frontzeck |

| Arbitro: | Best |

|                             |           |  |
| Todt 48’ Cardoso 64’ (rig.) | Marcatori |  |

| Arbitro: | Fischer |

|                     |           |                                           |
| Bobic 26’ Kruse 33’ | Marcatori | 49’ Herrlich 78’ Neun 83’ Dahlin 90’ Fach |

| Arbitro: | Malbranc |

|                            |           |  |
| Westerbeek 55’ Azzouzi 89’ | Marcatori |  |

#### Girone di ritorno
| Arbitro: | Krug |

|  |           |                    |
|  | Marcatori | 17’ Bobic 44’ Buck |

| Arbitro: | Aust |

|           |           |         |
| Kruse 41’ | Marcatori | 6’ Dowe |

| Arbitro: | Strampe |

|           |           |  |
| Heldt 88’ | Marcatori |  |

| Arbitro: | Werthmann |

|                     |           |               |
| Bobic 42’ Élber 73’ | Marcatori | 46’, 90’ Kuka |

| Arbitro: | Casper |

|                          |           |                        |
| Tskhadadze 47’ Weber 59’ | Marcatori | 1’ Schneider 69’ Bobic |

| Stoccarda 25 marzo 1995, ore 15:30 CET 23ª giornata | Stoccarda | 0 – 0 referto | Borussia Dortmund | Gottlieb-Daimler-Stadion (47 000 spett.)\| Arbitro: \| Berg \| |
| Arbitro:                                            | Berg      |               |                   |                                                                |

| Arbitro: | Merk |

|                                    |           |                              |
| Élber 16’, 72’ Buck 32’ Kienle 54’ | Marcatori | 34’ (rig.) Sérgio 45’ Völler |

| Arbitro: | Pohlmann |

|                                         |           |           |
| Paßlack 9’, 52’ Laeßig 39’ Feldhoff 87’ | Marcatori | 61’ Dunga |

| Arbitro: | Schmidt |

|           |           |            |
| Bobic 85’ | Marcatori | 76’ Herzog |

| Arbitro: | Wagner |

|                               |           |           |
| Bonan 15’ Fink 18’ Häßler 33’ | Marcatori | 69’ Élber |

| Arbitro: | Steinborn |

|  |           |                               |
|  | Marcatori | 42’ (rig.) Scholl 74’ Zickler |

| Arbitro: | Dardenne |

|              |           |              |
| Jeremies 50’ | Marcatori | 88’ Berthold |

| Arbitro: | Krug |

|               |           |                                     |
| Schneider 56’ | Marcatori | 38’, 49’ Hobsch 45’ Bode 80’ Basler |

| Arbitro: | Merk |

|                                                |           |  |
| Wałdoch 7’ Wegmann 32’, 65’ (rig.) Peschel 69’ | Marcatori |  |

| Arbitro: | Osmers |

|         |           |  |
| Kögl 3’ | Marcatori |  |

| Arbitro: | Heynemann |

|                                           |           |           |
| Salou 46’ Dahlin 53’ Effenberg 80’ (rig.) | Marcatori | 23’ Bobic |

| Arbitro: | Scheuerer |

|                             |           |             |
| Bochtler 27’ Élber 51’, 53’ | Marcatori | 69’ Azzouzi |

### Coppa di Germania
| Arbitro: | Kemmling |

|  |           |                              |
|  | Marcatori | 35’ Berthold 77’ (rig.) Kögl |

| Arbitro: | Steinborn |

|  |           |           |
|  | Marcatori | 23’ Dunga |

| Arbitro: | Haupt |

|                                                                            |                      |                                                               |
| Gerster 3’ Gerstmeier 70’                                                  | Marcatori            | 11’ Strunz 14’ Bobic                                          |
| Zickler Hager Protzel Grill Zimmermann Gerstmeier Radlspeck Grimm Pflügler | Tiri di rigore 7 – 6 | Strunz Kruse Kögl Poschner Kienle Foda Bobic Bochtler Dubajić |

## Statistiche

### Statistiche di squadra
| Competizione      | Punti | In casa | In casa | In casa | In casa | In casa | In casa | In trasferta | In trasferta | In trasferta | In trasferta | In trasferta | In trasferta | Totale | Totale | Totale | Totale | Totale | Totale | DR  |
| Competizione      | Punti | G       | V       | N       | P       | Gf      | Gs      | G            | V            | N            | P            | Gf           | Gs           | G      | V      | N      | P      | Gf     | Gs     | DR  |
| ----------------- | ----- | ------- | ------- | ------- | ------- | ------- | ------- | ------------ | ------------ | ------------ | ------------ | ------------ | ------------ | ------ | ------ | ------ | ------ | ------ | ------ | --- |
| Bundesliga        | 40    | 17      | 8       | 6       | 3       | 36      | 26      | 17           | 2            | 4            | 11           | 16           | 40           | 34     | 10     | 10     | 14     | 52     | 66     | -14 |
| Coppa di Germania | -     | 0       | 0       | 0       | 0       | 0       | 0       | 3            | 2            | 1            | 0            | 5            | 2            | 3      | 2      | 1      | 0      | 5      | 2      | +3  |
| Totale            | 40    | 17      | 8       | 6       | 3       | 36      | 26      | 20           | 4            | 5            | 11           | 21           | 42           | 37     | 12     | 11     | 14     | 57     | 68     | -11 |

### Andamento in campionato
| Giornata  | 1 | 2 | 3 | 4 | 5 | 6 | 7  | 8 | 9  | 10 | 11 | 12 | 13 | 14 | 15 | 16 | 17 | 18 | 19 | 20 | 21 | 22 | 23 | 24 | 25 | 26 | 27 | 28 | 29 | 30 | 31 | 32 | 33 | 34 |
| --------- | - | - | - | - | - | - | -- | - | -- | -- | -- | -- | -- | -- | -- | -- | -- | -- | -- | -- | -- | -- | -- | -- | -- | -- | -- | -- | -- | -- | -- | -- | -- | -- |
| Luogo     | C | T | C | T | C | T | T  | C | T  | C  | T  | C  | T  | C  | T  | C  | T  | T  | C  | T  | C  | T  | C  | C  | T  | C  | T  | C  | T  | C  | T  | C  | T  | C  |
| Risultato | V | V | N | P | V | P | P  | V | N  | V  | N  | V  | P  | N  | P  | P  | P  | V  | N  | P  | N  | N  | N  | V  | P  | N  | P  | P  | N  | P  | P  | V  | P  | V  |
| Posizione | 4 | 2 | 4 | 5 | 3 | 8 | 11 | 9 | 10 | 6  | 9  | 6  | 9  | 9  | 10 | 10 | 10 | 10 | 9  | 10 | 11 | 10 | 10 | 8  | 11 | 10 | 12 | 13 | 13 | 13 | 13 | 12 | 13 | 12 |

Legenda:

Luogo: C = Casa; T = Trasferta. Risultato: V = Vittoria; N = Pareggio; P = Sconfitta.

### Statistiche dei giocatori
| Giocatore         | Bundesliga | Bundesliga | Bundesliga  | Bundesliga | Coppa di Germania | Coppa di Germania | Coppa di Germania | Coppa di Germania | Totale   | Totale | Totale      | Totale     |
| Giocatore         | Presenze   | Reti       | Ammonizioni | Espulsioni | Presenze          | Reti              | Ammonizioni       | Espulsioni        | Presenze | Reti   | Ammonizioni | Espulsioni |
| ----------------- | ---------- | ---------- | ----------- | ---------- | ----------------- | ----------------- | ----------------- | ----------------- | -------- | ------ | ----------- | ---------- |
| J. Addo           | 0          | 0          | 0           | 0          | 0                 | 0                 | 0                 | 0                 | 0        | 0      | 0           | 0          |
| T. Berthold       | 29         | 1          | 10          | 1          | 3                 | 1                 | 1                 | 0                 | 32       | 2      | 11          | 1          |
| F. Bobic          | 32         | 12         | 4           | 0          | 3                 | 1                 | 0                 | 0                 | 35       | 13     | 4           | 0          |
| M. Bochtler       | 13         | 1          | 3           | 0          | 2                 | 0                 | 1                 | 0                 | 15       | 1      | 4           | 0          |
| A. Buck           | 26         | 3          | 6           | 0          | 2                 | 0                 | 0                 | 0                 | 28       | 3      | 6           | 0          |
| S. Dubajić        | 20         | 0          | 5           | 0          | 3                 | 0                 | 0                 | 0                 | 23       | 0      | 5           | 0          |
| D. Dunga          | 26         | 3          | 0           | 1          | 2                 | 1                 | 0                 | 0                 | 28       | 4      | 0           | 1          |
| J. Endreß         | 5          | 0          | 1           | 0          | 0                 | 0                 | 0                 | 0                 | 5        | 0      | 1           | 0          |
| F. Foda           | 33         | 0          | 9           | 0          | 3                 | 0                 | 1                 | 0                 | 36       | 0      | 10          | 0          |
| E. Immel          | 33         | 0          | 0           | 1          | 2                 | 0                 | 0                 | 0                 | 35       | 0      | 0           | 1          |
| M. Kienle         | 28         | 2          | 2           | 1          | 3                 | 0                 | 0                 | 0                 | 31       | 2      | 2           | 1          |
| A. Kruse          | 27         | 8          | 8           | 0          | 3                 | 0                 | 0                 | 0                 | 30       | 8      | 8           | 0          |
| L. Kögl           | 29         | 6          | 2           | 0          | 3                 | 1                 | 0                 | 0                 | 32       | 7      | 2           | 0          |
| S. Maier          | 1          | 0          | 0           | 0          | 0                 | 0                 | 0                 | 0                 | 1        | 0      | 0           | 0          |
| M. Mazingu-Dinzey | 14         | 0          | 1           | 0          | 0                 | 0                 | 0                 | 0                 | 14       | 0      | 1           | 0          |
| F. Posch          | 1          | 0          | 0           | 0          | 0                 | 0                 | 0                 | 0                 | 1        | 0      | 0           | 0          |
| G. Poschner       | 32         | 2          | 5           | 0          | 3                 | 0                 | 2                 | 0                 | 35       | 2      | 7           | 0          |
| T. Schneider      | 16         | 2          | 6           | 1          | 1                 | 0                 | 1                 | 0                 | 17       | 2      | 7           | 1          |
| G. Schäfer        | 5          | 0          | 1           | 0          | 0                 | 0                 | 0                 | 0                 | 5        | 0      | 1           | 0          |
| H. Sigurðsson     | 2          | 0          | 0           | 0          | 0                 | 0                 | 0                 | 0                 | 2        | 0      | 0           | 0          |
| T. Strunz         | 22         | 1          | 9           | 1          | 3                 | 1                 | 0                 | 0                 | 25       | 2      | 9           | 1          |
| E. Trautner       | 2          | 0          | 0           | 0          | 1                 | 0                 | 0                 | 0                 | 3        | 0      | 0           | 0          |
| M. Wildmann       | 4          | 0          | 0           | 0          | 0                 | 0                 | 0                 | 0                 | 4        | 0      | 0           | 0          |
| M. Ziegler        | 0          | 0          | 0           | 0          | 0                 | 0                 | 0                 | 0                 | 0        | 0      | 0           | 0          |
| M. Ziegler        | 1          | 0          | 1           | 0          | 0                 | 0                 | 0                 | 0                 | 1        | 0      | 1           | 0          |
| G. Élber          | 23         | 8          | 1           | 0          | 1                 | 0                 | 0                 | 0                 | 24       | 8      | 1           | 0          |
| A. Čović          | 13         | 2          | 1           | 0          | 1                 | 0                 | 0                 | 0                 | 14       | 2      | 1           | 0          |